# Aéroport international d'Alep
L'aéroport international d'Alep (en arabe : مطار حلب الدولي (Matar Halab al-Dawly))  (code IATA : ALP • code OACI : OSAP), aussi connu sous le nom d'aéroport d'Alep-Nejrab est un aéroport international desservant la ville d'Alep, en Syrie. D'une capacité de 2,5 millions de passagers par an il servait auparavant de hub secondaire à la compagnie aérienne Syrian Air.

## Histoire

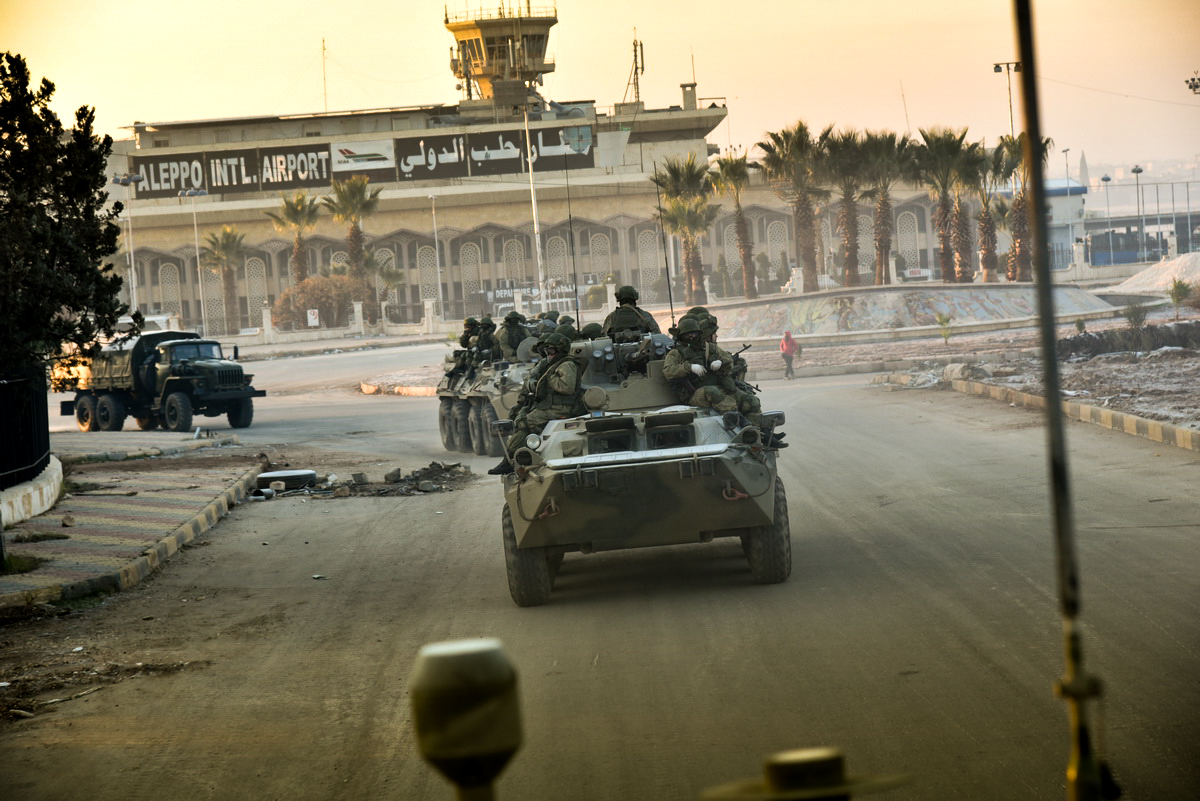
Des soldats russes à proximité de l'aéroport lors de la bataille d'Alep.

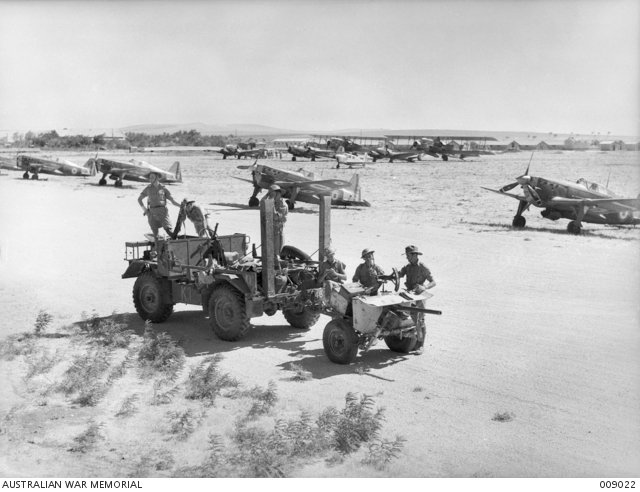
Des soldats australiens devant des Morane-Saulnier MS.406 sur l'aérodrome d'Alep en juin 1941 durant la campagne de Syrie.

La ville d'Alep possède un aérodrome depuis la première moitié du XXe siècle. Il a été modernisé et agrandi au fil des années jusqu'en 1999, année de l'inauguration du terminal actuel.
En janvier 2013, les installations sont fermées en raison de la guerre civile en Syrie, mais après la progression de l'armée syrienne dans la région, l'aéroport rouvre brièvement ses portes le 22 janvier 2014, accueillant alors son premier vol civil en plus d'un an (les vols ont été suspendus en décembre 2012), celui-ci transporte des journalistes étrangers dans la ville.
Début 2017, à la suite de la reprise de l’est d’Alep par les forces armées syriennes durant de la bataille d'Alep, un avion effectue son premier vol depuis l’aéroport en quatre ans. Effectué le 5 janvier 2017, il constitue un essai avant une éventuelle ouverture complète de l'aéroport au public.
L’aéroport a été endommagé par des drones turcs durant l’offensive turque en 2020. Lors de la guerre entre Israël et le Hamas, une frappe israelienne a touché l'aéroport d'Alep. 

## Installations
L'aéroport international d'Alep dispose d'un terminal alliant une architecture moderne et islamique dont la superficie totale est de 28 000 m2 sur quatre étages, il est situé à 10 km du centre-ville d'Alep, un bus navette fait la liaison entre le centre-ville et l'aéroport toutes les demi-heures.

## Projets
- Construction d'un nouveau terminal d'une capacité de 6 millions de passagers.
- Construction d'une nouvelle piste d’atterrissage.
- Amélioration de la boutique hors taxes de l'aéroport.

## Compagnies et destinations
| Compagnies       | Destinations              |
| ---------------- | ------------------------- |
| AJet             | Istanbul-S. Gökçen        |
| Fly Cham         | Charjah, Dubaï Al Maktoum |
| Qatar Airways    | Doha-Hamad                |
| Royal Jordanian  | Amman-Reine-Alia          |
| Syrian Air       | Dubaï, Istanbul           |
| Turkish Airlines | Istanbul                  |

## Statistiques
| Année | Passagers | Fret (tonnes) | Décollages et atterrissages |
| ----- | --------- | ------------- | --------------------------- |
| 2000  | 279732    | 2883          | 4973                        |
| 2001  | 320691    | 16688         | 6079                        |
| 2002  | 268365    | 2821          | 5542                        |
| 2003  | 317426    | 2308          | 6255                        |
| 2004  | 451822    | 2281          | 8183                        |
| 2005  | 487471    | 2825          | 8552                        |

## Situation géographique

### Carte des aéroports de Syrie
| Palmyre Alep Lattaquié Damas Deir ez-Zor Kameshli |